# Pavetta chapmanii
Pavetta chapmanii är en måreväxtart som beskrevs av Diane Mary Bridson. Pavetta chapmanii ingår i släktet Pavetta och familjen måreväxter. Inga underarter finns listade i Catalogue of Life.